# Шекінська фортеця
Шекі́нська форте́ця (азерб. Şəki qalası) — історична фортифікаційна споруда, розташована в місті Шекі Азербайджанської Республіки. Фортеця, яку місцеві жителі також називають Нарин-гала (азерб. Narın Qala) або Нова Шекінська фортеця (азерб. Yeni Şəki qalası), була збудована в 1743–1755 роках на північному сході міста, в період владарювання першого Шекінського хана Гаджі Челебі. З часом стіни і вежа фортеці зазнали сильної руйнації, але в 1958–1963 роках були відреставровані і набули сучасного вигляду.

## Загалині відомості

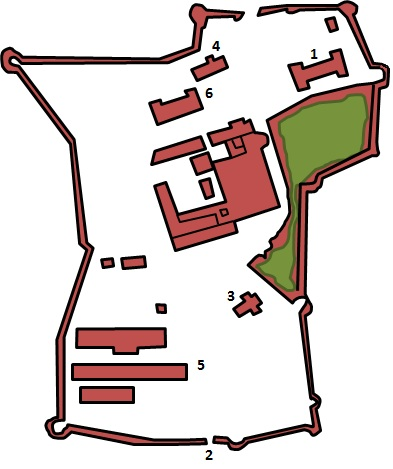
План фортеці

Шекінська фортеця, збудована з метою захисту міста з північно-східного боку, видатна тим, що її мури простягаються на відстань близько 1,3 км. Висота стін в північній частині складає близько 4 м, в південній — близько 8 м, їх товщина становить близько 2,2 м. Уздовж стіни на всьому протязі розташована 21 захисна вежа. З півночі і півдня фортецю закривають арочні ворота. Висота фортеці над рівнем моря 750 м — на півночі і 710 м — на півдні.